# Martin Beyeler
Martin Beyeler (* 4. Januar 1977 in Langenthal, Kanton Bern, Schweiz) ist ein schweizerischer Rechtswissenschaftler und ordentlicher Professor an der Universität Freiburg (Schweiz).

## Leben
Nach dem Besuch des Gymnasiums in Langenthal studierte er von 1997 bis 2001 Rechtswissenschaften an der Universität Fribourg. Am Lehrstuhl für Zivil- und Handelsrecht/Institut für Schweizerisches und Internationales Baurecht hatte er seine Assistenz/Doktorat an dieser Universität. An der Wirtschaftsuniversität Wien hatte er durch das FNS-Stipendium im Rahmen des Doktorates einen Forschungsaufenthalt.
Im Jahr 2004 promovierte er bei Peter Gauch zum Thema "Öffentliche Beschaffung, Vergaberecht und Schadenersatz" zum Dr. iur. Danach wurde er zum Berner Fürsprecher (Rechtsanwalt) patentiert. Von 2007 bis 2015 war er praktizierender Rechtsanwalt, insbesondere in Bau- und Vergabesachen, in Zürich. 2012 habilitierte er an der Universität Bern zum Thema: «Der Geltungsanspruch des Vergaberechts».
2015 wurde er zum assoziierten Professor an der Rechtswissenschaftlichen Fakultät und am Smart Living Lab der Universität Freiburg berufen. Seit 2018 ist er ordentlicher Professor am Lehrstuhl für Infrastrukturrecht und neue Technologien an der Rechtswissenschaftlichen Fakultät und am Smart Living Lab der Universität Freiburg im Üechtland.

## Mitgliedschaften
Seit 2007 ist er Mitglied der Fachredaktion Öffentliches Bau- und Vergaberecht der Zeitschrift «Jusletter». Seit 2008 ist er Mitglied der Redaktion der Zeitschrift «Baurecht/Droit de la construction». Seit 2013 ist er Präsident der Schweizerischen Vereinigung für das öffentliche Beschaffungswesen SVöB.

## Schriften (Auswahl)
- Öffentliche Beschaffung, Vergaberecht und Schadenersatz. Ein Beitrag zur Dogmatik der Marktteilnahme des Gemeinwesens, Schulthess Juristische Medien, Dissertation, Zürich 2004, 691 Seiten, ISBN 3-7255-4850-1.
- Ziele und Instrumente des Vergaberechts. Die Vergabeprinzipien und ihre Konkretisierung in der Rechtsprechung der eidgenössischen Rekurskommission, Zürich 2008, 136 Seiten, ISBN 978-3-7255-5594-9.
- Der Geltungsanspruch des Vergaberechts. Probleme und Lösungsansätze im Anwendungsbereich und im Verhältnis zum Vertragsrecht, Schulthess Juristische Medien, Habilitationsschrift, Zürich 2012, 1703 Seiten, ISBN 978-3-7255-6493-4.
- mit Hubert Stöckli (Hg.): Das Vergaberecht der Schweiz. Überblick, Erlasse, Rechtsprechung, Zürich 2014, ISBN 978-3-7255-7032-4.
- Vergaberechtliche Entscheide 2014–2015 - Bund, Kantone, Europäischer Gerichtshof, Schulthess Juristische Medien, Entscheidungssammlung, Zürich 2016, 216 Seiten, ISBN 978-3-7255-7499-5.
- Vergaberechtliche Entscheide 2016/2017 - Bund, Kantone, Europäischer Gerichtshof, Schulthess Juristische Medien, Entscheidungssammlung, Zürich 2018, 269 Seiten, ISBN 978-3-7255-7866-5.
- mit Stefan Scherler, Jean-Baptiste Zufferey: Aktuelles Vergaberecht 2018 = Marchés publics 2018, hrsg. v. Jean-Baptiste Zufferey, Schulthess Juristische Medien, Konferenzschrift, Zürich Basel Genf 2018, 424 Seiten, ISBN 978-3-7255-7821-4.
- Vergaberechtliche Entscheide 2018/2019 – Bund, Kantone, Europäischer Gerichtshof, Schulthess Juristische Medien, Entscheidungssammlung, Zürich 2020, 317 Seiten, ISBN 978-3-7255-8194-8.
- Vergaberechtliche Entscheide 2020/2021 – Bund, Kantone, Europäischer Gerichtshof, Schulthess Juristische Medien, Entscheidungssammlung, Zürich 2022, 364 Seiten, ISBN 978-3-7255-8440-6.
- Vergaberechtliche Entscheide 2022/2023 – Bund, Kantone, Europäischer Gerichtshof, Schulthess Juristische Medien, Entscheidungssammlung, Zürich 2024, 346 Seiten, ISBN 978-3-7255-9827-4.